# Leslie Hope
Leslie Hope (Halifax, 6 mei 1965) is een Canadees actrice.
In 1982 slaagde Hope aan de universiteit van Victoria. In 1981 had ze haar eerste filmrol in Ups and Downs, die in Victoria werd opgenomen. Later speelde ze nog in onder andere Star Trek: Deep Space Nine en Human Cargo. In seizoen 1 van de televisieserie 24 (2001) speelde ze de vrouw van hoofdpersonage Jack Bauer (Kiefer Sutherland), maar al in dat seizoen werd ze uit de serie geschreven. 

## Filmografie
*Exclusief televisiefilms
- Crimson Peak (2015)
- Never Back Down (2008)
- The Fix (2005)
- Dragonfly (2002)
- Bruiser (2000)
- Double Frame (2000)
- The Life Before This (1999)
- Water Damage (1999)
- Summer of the Monkeys (1998)
- Shadow Builder (1998)
- First Degree (1996)
- Rowing Through (1996)
- Schemes (1994)
- Cityscrapes: Los Angeles (1994)
- Fun (1994)
- Boozecan (1994)
- Paris, France (1993)
- Sweet Killing (1993)
- Doppelganger (1993)
- The Dance Goes On (1992)
- The Big Slice (1991)
- Men at Work (1990)
- Talk Radio (1988)
- It Takes Two (1988)
- Kansas (1988)
- The Education of Allison Tate (1986)
- Love Streams (1984)
- Ups & Downs (1981)

## Televisieseries
*Exclusief eenmalige gastrollen
- Suits - Anita Gibbs (2016-heden, zes afleveringen)
- Tyrant - Lea Exley (2014-2016, acht afleveringen
- NCIS - Hoofd van het Department of the Navy (SecNav) Sarah Porter (2013-heden, zes afleveringen)
- The River - Tess Cole (2012-heden, acht afleveringen)
- The Mentalist - Kristina Frye (2008)
- Runaway - Lilly (2006-2008, tien afleveringen)
- Commander in Chief - Melanie Blackston (2005-2006, vijf afleveringen)
- Everwood - Laurie Fields (2006, drie afleveringen)
- House - Victoria Madsen (2005, één aflevering)
- Line of Fire - Lisa Cohen (2003-2004, dertien afleveringen)
- 24 - Teri Bauer (2001-2002, 24 afleveringen)
- War and Remembrance - Madeline Henry (1988-1989, vier afleveringen)
- Knots Landing - Linda Martin (1985-1986, zes afleveringen)

- Biblioteca Nacional de España: XX1125554
- Bibliothèque nationale de France: cb14034319j (data)
- Gemeinsame Normdatei: 139627383
- International Standard Name Identifier: 0000 0001 1930 0028
- Library of Congress Control Number: no2001060087
- Nationale Bibliotheek van Israël: 987009541034505171
- Nationale Bibliotheek van Polen: a0000001651145
- SNAC: w6805tdh
- Système universitaire de documentation: 169032213
- Virtual International Authority File: 7588235
- WorldCat: E39PBJx8JthW6h6KhJQYqWRdwC